# Peter Navarro
 (août 2022).
Si vous disposez d'ouvrages ou d'articles de référence ou si vous connaissez des sites web de qualité traitant du thème abordé ici, merci de compléter l'article en donnant les références utiles à sa vérifiabilité et en les liant à la section « Notes et références ».
Peter Navarro (né le 15 juillet 1949) est un économiste, auteur et homme politique américain. Connu pour ses positions protectionnistes et anti-chinoises, il a joué un rôle clé dans l'élaboration de la politique commerciale sous les deux administrations de Donald Trump. Il a été directeur du White House National Trade Council (en) en 2017, directeur de l’Office of Trade and Manufacturing Policy (en) de 2017 à 2021, et est redevenu conseiller économique en 2025 lors de la seconde présidence de Trump. Ses idées économiques, souvent controversées, ont suscité des débats, notamment avec des figures comme Elon Musk, qui l’a publiquement critiqué en 2025. Il a aussi été accusé d'avoir inventé un expert qu'il cite dans ses livres.

## Biographie

### Jeunesse et éducation
Peter Navarro naît le 15 juillet 1949 à Cambridge, dans le Massachusetts. Fils d’Albert « Al » Navarro, saxophoniste et clarinettiste qui dirigeait un orchestre dans le New Hampshire l’été et en Floride l’hiver, et d’Evelyn Littlejohn, secrétaire chez Saks Fifth Avenue, il grandit dans un milieu modeste. Après le divorce de ses parents, survenu vers ses 9 ou 10 ans, il vit avec sa mère à Palm Beach, puis à Bethesda, où il fréquente le lycée Bethesda-Chevy Chase.
Peter Navarro intègre l’université Tufts grâce à une bourse, obtenant un baccalauréat ès arts en 1972. Il sert ensuite trois ans dans le Corps de la paix en Thaïlande, avant de poursuivre ses études à l’université Harvard, où il décroche une maîtrise en administration publique (1979) et un doctorat en économie (1986) sous la direction de Richard E. Caves.

### Carrière académique
De 1981 à 1985, Peter Navarro est chercheur associé au Energy and Environmental Policy Center de Harvard. Il enseigne ensuite à l’université de Californie à San Diego et à l’université de San Diego (1985-1988), avant de rejoindre l’université de Californie à Irvine en 1989 comme professeur d’économie et de politique publique. Il y devient professeur émérite après plus de vingt ans d’enseignement. Ses recherches portent sur les questions énergétiques, les relations économiques États-Unis-Asie et la théorie des jeux. Il publie en 1984 The Policy Game: How Special Interests and Ideologues are Stealing America, où il critique l’influence des groupes d’intérêts spéciaux sur l’économie américaine.

### Carrière politique

#### Débuts au Parti démocrate
Initialement membre du Parti démocrate et militant écologiste, Peter Navarro se présente à plusieurs élections dans les années 1990 en Californie. En 1992, il échoue de peu à l’élection municipale de San Diego, recueillant 48 % des voix face à la républicaine Susan Golding.

#### Conseiller de Donald Trump (2016-2021)
Peter Navarro rejoint l’équipe de campagne de Donald Trump en 2016 comme conseiller économique, défendant une ligne protectionniste. Après l’élection, Trump le nomme le 22 décembre 2016 directeur du White House National Trade Council (en), saluant son approche « visionnaire ». Il devient ensuite directeur de l’Office of Trade and Manufacturing Policy (en) jusqu’en 2021. Pendant cette période, il promeut des droits de douane élevés, notamment contre la Chine, une politique qui divise les économistes.
En novembre 2020, après la défaite de Trump à l’élection présidentielle américaine de 2020, Peter Navarro relaie sans preuves des allégations de fraude électorale sur Fox News, affirmant que Trump avait « gagné ». Il publie un rapport en décembre 2020 reprenant ces thèses, largement démenties.

#### Seconde administration Trump (2025)
Lors de la seconde présidence de Donald Trump, Peter Navarro retrouve un rôle de conseiller au commerce à partir de 2025. Il est l’un des architectes des nouveaux droits de douane massifs annoncés en avril 2025, suscitant des critiques, notamment d’Elon Musk. Le 8 avril 2025, Musk, en désaccord avec cette politique protectionniste, qualifie Navarro de « crétin » et « bête comme ses pieds » sur X, après que ce dernier a décrit Tesla comme un « assembleur » plutôt qu’un « fabricant » de voitures. Cette altercation publique met en lumière les tensions au sein de l’équipe de Trump sur la stratégie commerciale.

## Affaires judiciaires
En juin 2022, Peter Navarro est accusé d’outrage au Congrès pour avoir refusé de coopérer avec le comité enquêtant sur l’assaut du Capitole de 2021. Reconnu coupable en septembre 2023, il est condamné le 25 janvier 2024 à quatre mois de prison et 9 500 $ d’amende. Il est libéré le 18 juillet 2024.

## Publications et controverses
Peter Navarro est l’auteur de nombreux ouvrages, dont Death by China (2011), où il critique la politique économique chinoise. Il a été accusé d’avoir inventé un expert fictif, « Ron Vara » (anagramme de Navarro), cité dans plusieurs de ses livres, ce qui a terni sa crédibilité académique. En 2023, il promeut un jeu de société relayant des théories complotistes sur l’élection de 2020 et la pandémie de Covid-19.